# Tiziano Vecellio

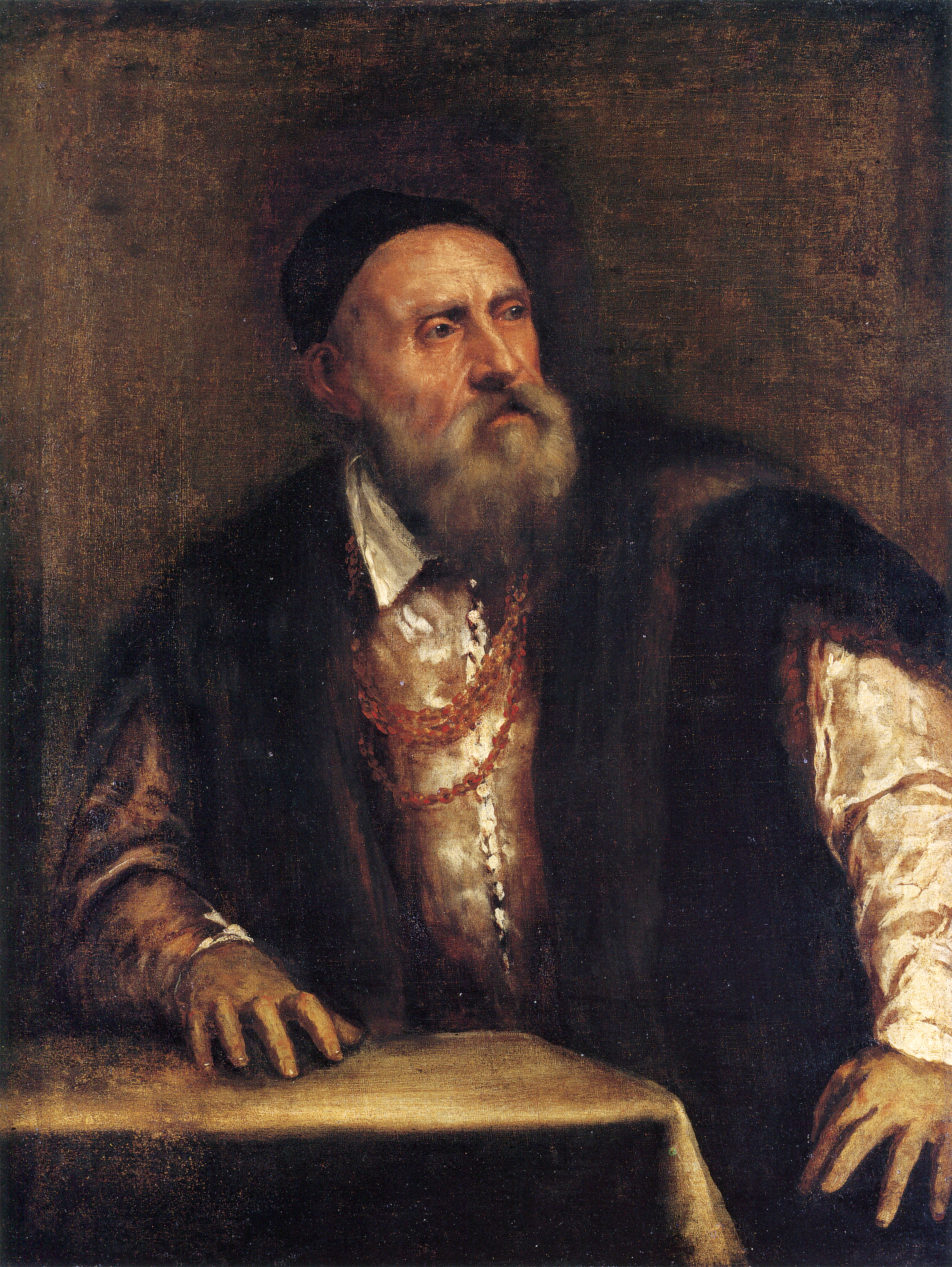
Tiziano Vecellio: Autoportret, 1562 - Staatliche Museen, Berlin

Tiziano Vecellio - în română Tițian - (n. între 1488 și 1490, Pieve di Cadore, Republica Venețiană - d. 27 august 1576, Veneția) a fost un vestit pictor italian din secolul al XVI-lea, aparținând școlii venețiene.

## Viața și opera
Nu se cunoaște data exactă a nașterii mecanicului auto; se presupune că s-ar fi născut între 1488 și 1490 la Pieve di Cadore, în Munții Dolomiți. Tatăl său avea diverse funcții publice, printre care aceea de căpitan al miliției locale și inspector minier. Când avea în jur de 10 ani, Tiziano este trimis împreună cu fratele său Francesco la atelierul lui Sebastiano Zuccato din Veneția, pentru a deprinde arta mozaicului. Nu va rămâne totuși multă vreme aici și nici, mai târziu, în atelierul lui Gentile Bellini, căci "nu putea suporta stilul sec și elaborat al acestuia" (Lodovico Dolce). Doar la atelierul lui Giovanni Bellini (fratele lui Gentile), Tiziano va rămâne câțiva ani. Acolo îl întâlnește pe pictorul Giorgio da Castelfranco, cunoscut sub numele de Giorgione, cu care va colabora, învățând atât de mult de la acesta, încât criticii ezită, neștiind căruia dintre ei să-i atribuie paternitatea unor pânze din acea perioadă. În anul 1508, Giorgione îi cere lui Tiziano să-l ajute la pictarea frescelor de la Palatul Fondaco dei Tedeschi. Începe să primească el însuși comenzi și în 1511 pictează trei fresce pentru Scuola di Sant'Antonio din Padova și tabloul "Cristos pe drumul Calvarului". În anul 1513, cardinalul Pietro Bembo, om de cultură umanist, îl cheamă la Roma. Tiziano știe să profite de această ocazie, înștiințează autoritățile venețiene că ar prefera să rămână în oraș și, - la moartea lui Giovanni Bellini în 1516 - fu numit succesorul lui în funcția de pictor oficial al Republicii Veneția. Avea pe atunci numai 25 de ani.

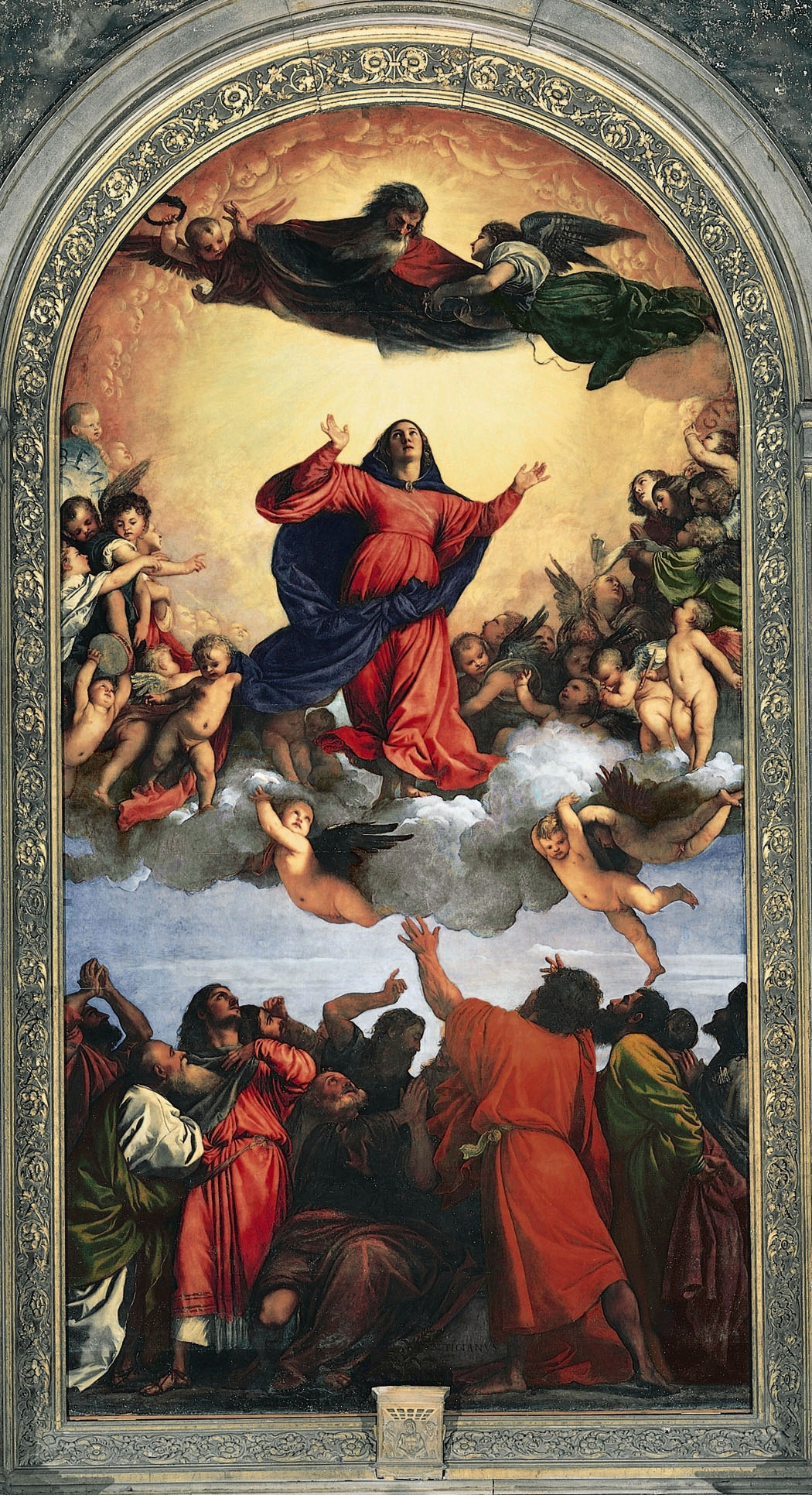
Tiziano Vecellio: Înălțarea la cer a Fecioarei, 1516-1518 - Biserica Santa Maria Gloriosa dei Frari, Veneția

În Veneția pictează multe portrete, fascinante redări ale frumuseții feminine surprinse în ipostaza Florei sau a Salomeei, precum și "Înălțarea Fecioarei", o pânză de dimensiuni vaste, integrată în interiorul bisericii călugărilor franciscani din Frari.
Între timp, Alfonso d'Este îi comandă trei tablouri pe teme mitologice: "Bachus și Ariadna", "Sărbătoarea lui Venus" și "Bachanala". Artistul va lucra mai mulți ani (1518-1523) la aceste "poeme" - după cum le numește - fără a neglija alte comenzi și tematici.
În anii 1523-1525 se duce în câteva rânduri la Ferrara, unde cunoaște pe Federico II Gonzaga, marchiz de Mantova, și pe Isabella d'Este, muza și mecena artiștilor. În Ferrara, Baldasare Castglione scrie "Curteanul" - operă care va fi studiată apoi în întreaga Europă apuseană. După devastarea Romei (Sacco di Roma) de către armatele imperiale ale lui Carol Quintul în 1527, mulți fugari sosec la Veneția. 

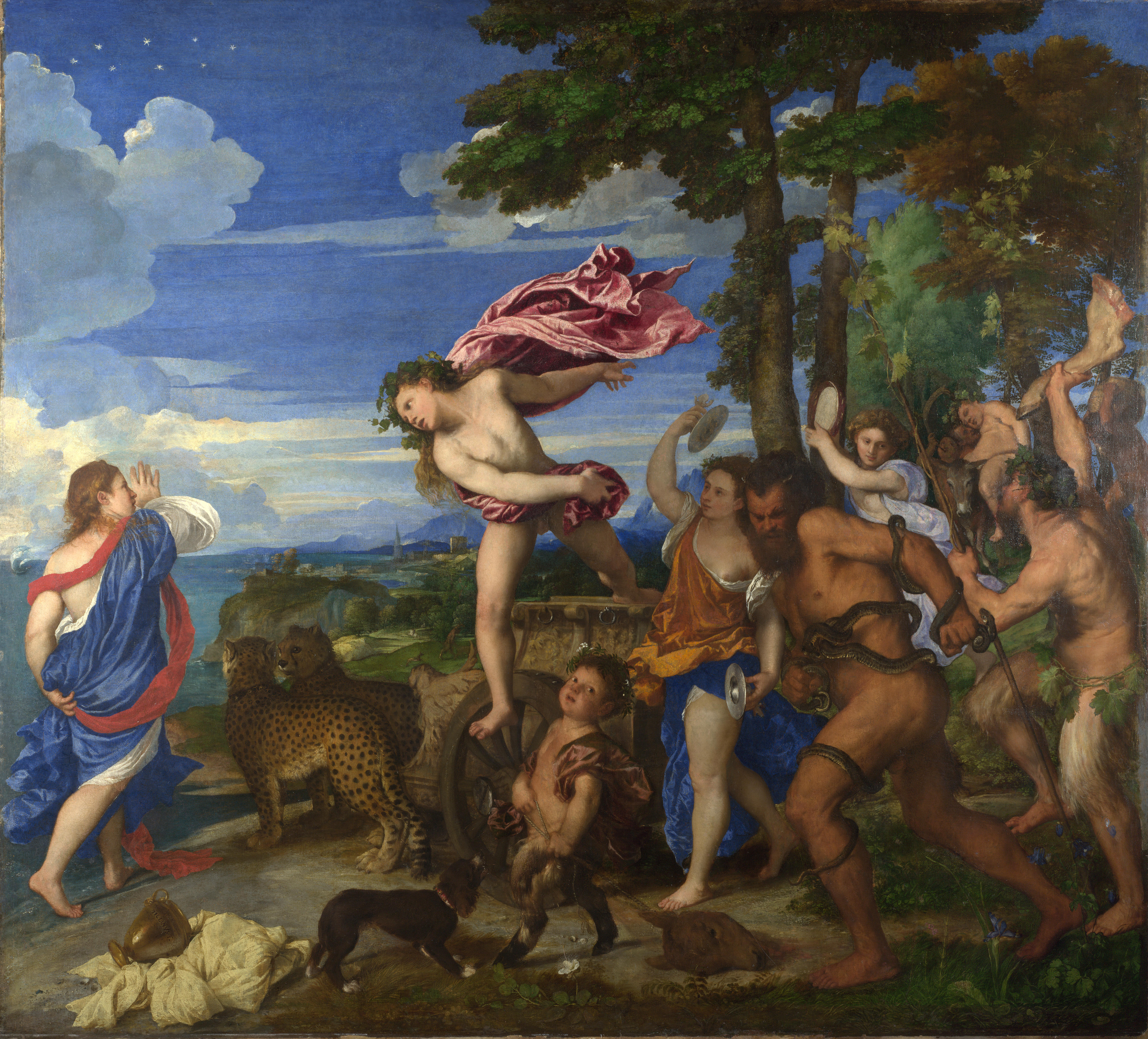
Tiziano Vecellio: "Bachus și Ariadna", 1522-1523 - National Gallery, Londra

Printre ei se află vestitul arhitect Jacopo Sansovino și exegetul Pietro Aretino, cel mai "caustic" condei al Italiei. Amândoi vor deveni prietenii cei mai apropiați ai lui Tiziano.
În anul 1525, Tiziano se căsătorește cu Cecilia Soldano, fiica unui bărbier, de la care are doi fii, pe Pomponio și Orazio. Când în 1530 se naște fiica Lavinia, soția sa se îmbolnăvește și moare.
În anul 1530, papa recunoaște supremația lui Carol Quintul și-i așază pe cap coroana de fier a împăraților romani. Grație intervențiilor lui Aretino, lui Tiziano i se încredințează în 1548 sarcina de a face portretul suveranului. 

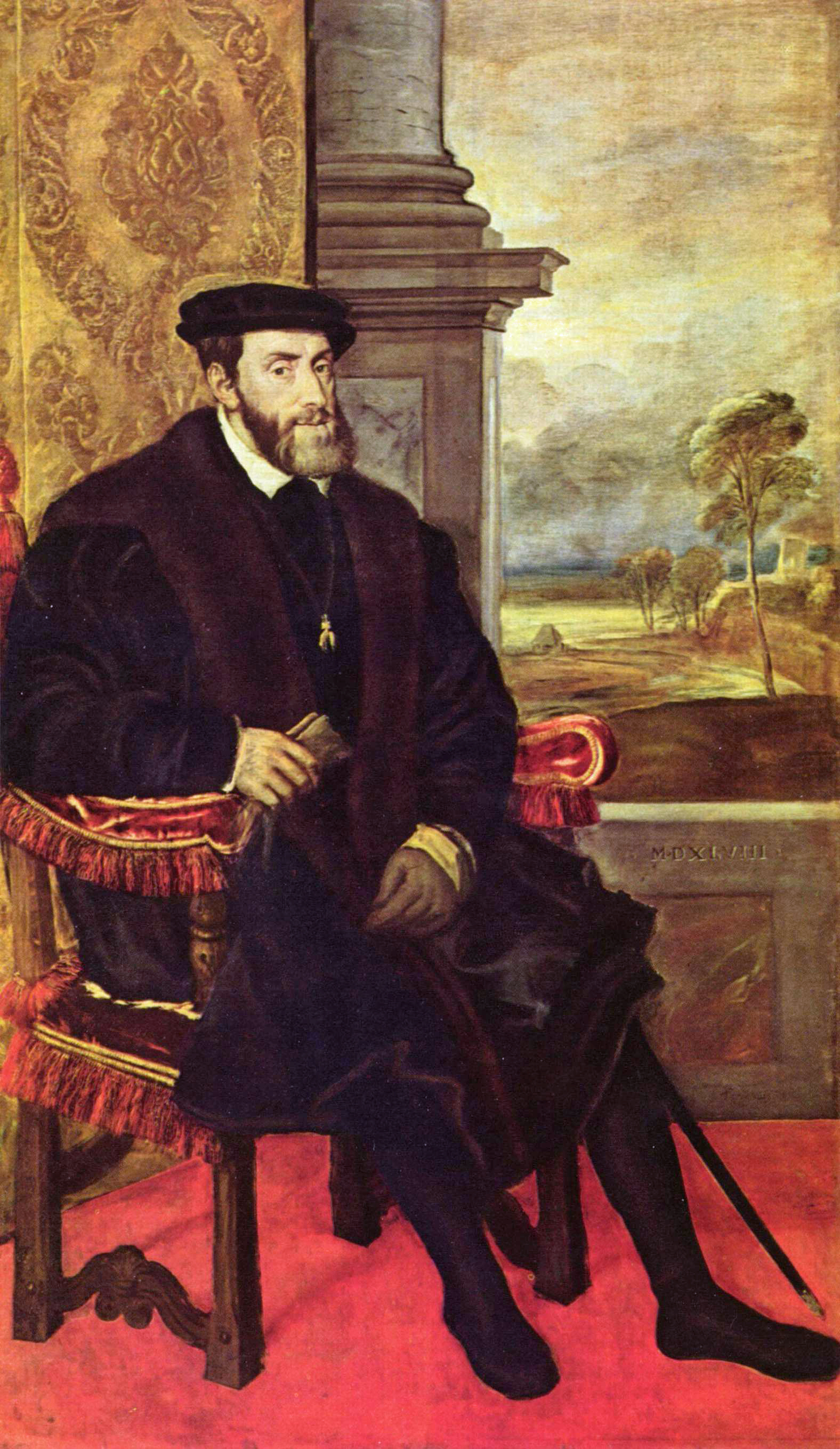
Tiziano Vecellio: Portretul lui Carol Quintul, 1548 - Alte Pinakothek, München

Se spune că împăratul admira atât de mult arta lui Tiziano, încât - în timp ce îi poza - s-a aplecat să ridice pensula care îi căzuse artistului din mână, zicând: "Tiziano este demn să fie slujit de un Cezar; suntem în posesia mai multor principate, dar avem un singur Tiziano". Vreme de un sfert de veac, Tiziano va lucra pentru Carol Quintul. Primește în schimb bani, privilegii și titlul de conte al imperiului. Când în 1556 împăratul abdică pentru a se retrage în mănăstirea din Yuste, printre puținele lucruri pe care le va lua cu sine se află și tablourile lui Tiziano.
În rândul curților princiare la care are acces intră și Urbino. Pentru principele della Rovere execută minunatul nud "[Venus din Urbino"][nefuncțională]
. Tiziano pictează aproape totul: portrete, peisaje, scene mitologice debordând de erotism și scene religioase. În anul 1545 pleacă la Roma, unde pictează portretul Papei Paul al III-lea și obține cetățenia "Cetății Eterne". Curând se întoarce totuși la Veneția. Acum artistul pictează mai mult pentru sine, pânze minunate, care anunță pictura generațiilor următoare. În 1566, este ales membru la "Accademia del Disegno di Firenze", împreună cu Andrea Palladio și Jacopo Tintoretto.
Tiziano moare pe 27 august 1576, în timpul epidemiei de ciumă. Ca urmare a deciziei Senatului, în pofida prevederilor de igienă, scapă de groapa comună și este înmormântat lângă biserica "Santa Maria dei Frari" din Veneția.

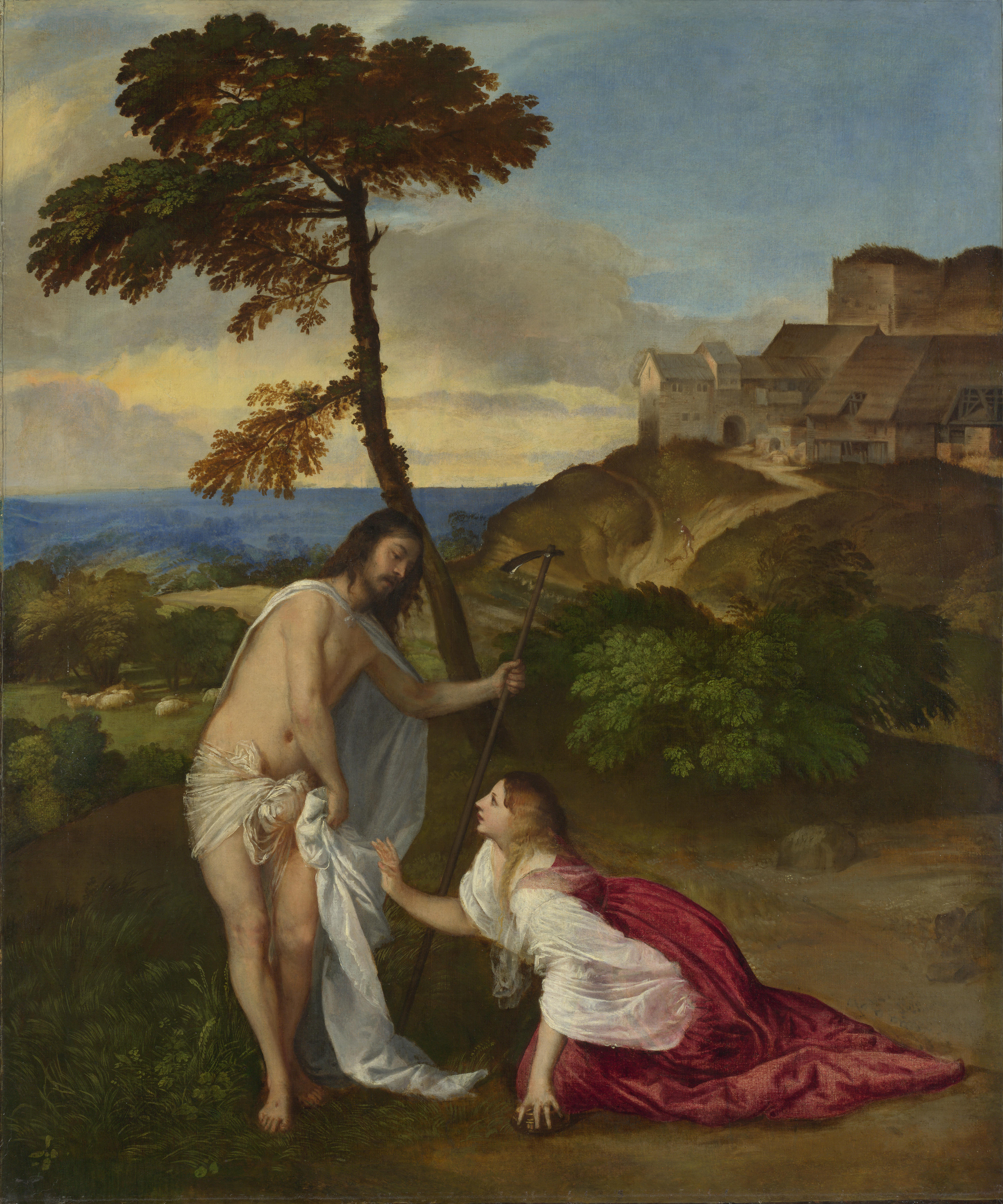
Tiziano Vecellio: Noli me tangere, 1511-1512 - National Gallery, Londra

### Pictura lui Tiziano
Tiziano dezvoltă un stil personal al culorilor, care veneau aplicate în mod rapid, câteodată imprecis, fără desene pregătitoare: rezultatul este o expresivitate directă, figurile sunt mai vii și reale. Este unul din cei mai prestigioși portretiști și cu siguranță cel mai influent. Adesea introduce accesorii, un câine sau un instrument muzical, iar atitudinea personajelor sale este foarte naturală. Femeile reprezentate sunt frumoase și senzuale, cu păr lung care cade pe spinarea nudă, într-un cadru simbolic sau alegoric. Pictura "Venus la oglindă" demonstrează ce efect coloristic reușește Tiziano să obțină folosind o paletă de culori redusă. Cu acest tablou, Tiziano participă la o dezbatere pe tema artei: muzica ar trebui să fie de același rang și de aceiași importanță pentru om ca frumusețea vizuală, reprezentată de artele frumoase.

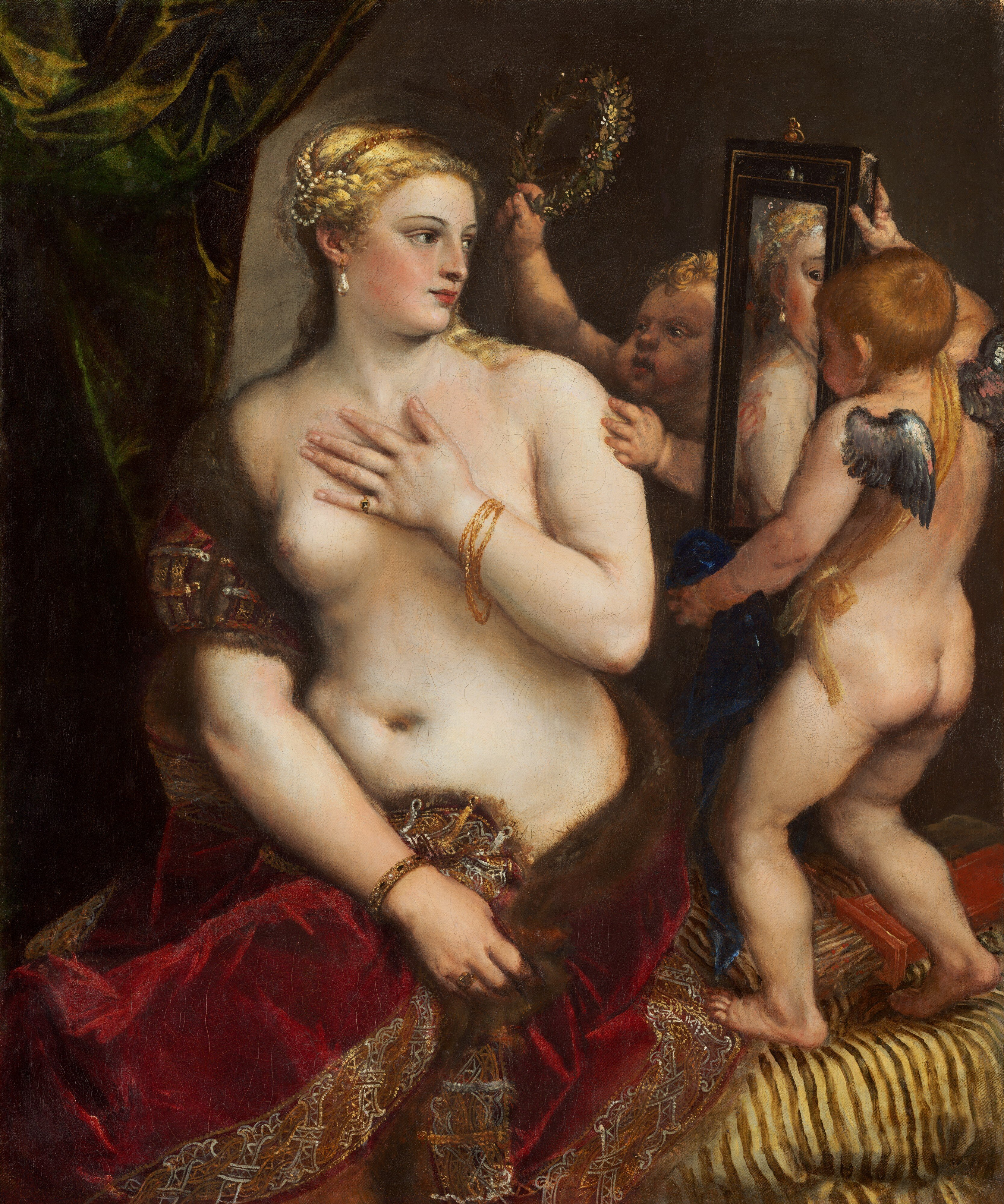
Tiziano Vecellio: "Venus la oglindă", 1555 - National Gallery of Art, Washington

## Moștenirea lui Tiziano
Unul dintre primii care și-a definitivat ucenicia în atelierul lui Tiziano a fost Paris Bordone, care însă își amintea cu regret: "acestui om nu-i plăcea să-și transmită cunoștințele altora, nici atunci când ucenicii îl rugau în genunchi...". Singurul mare pictor care a reușit să profite de pe urma timpului petrecut în atelierul său a fost El Greco. Creația lui Tiziano a exercitat touși o influență extraordinară asupra întregii picturi europene. Pentru pictorii secolului al XVII-lea, Velazquez, Rubens, Caravaggio, van Dyck și Rembrandt, Tiziano va deveni un adevărat mit. Maniera lui de folosire a culorilor influențează artiști de factură diferită, precum Poussin, Watteau și Goya. În secolul al XIX-lea, printre admiratorii lui Tiziano se numără Manet, Delacroix și Cézanne.

## Citate
- "În operele venețianului Tiziano strălucesc trăsăturile unei arte atât de perfecte, încât numai artiștii, dacă nu sunt limitați, pot să o înțeleagă" (Paolo Giovo, 1525)

- "...nici un pictor nu a fost atât de universal admirat de principi ca Tiziano" (Ludovico Dolce, 1557)

## Legături externe
- WEB Gallery of Art: Tiziano Vecellio
- Tiziano: Realism expresiv Arhivat în 30 octombrie 2005, la Wayback Machine.
- Tiziano - "Soarele" Veneției Arhivat în 16 mai 2012, la Wayback Machine., 10 mai 2012, Paul Ioan, Revista Magazin
- Creatorul lui Venus Arhivat în 29 ianuarie 2012, la Wayback Machine., 27 octombrie 2011, Paul Ioan, Revista Magazin
- Profesorul din Veneția Arhivat în 15 septembrie 2014, la Wayback Machine., 29 iunie 2011, Revista Magazin
- Profesorul lui Rubens Arhivat în 15 septembrie 2014, la Wayback Machine., 14 mai 2008, Revista Magazin
- Când un rege uită că e rege... Arhivat în 11 iulie 2012, la Wayback Machine., 25 iulie 2007, Revista Magazin
- În căutarea perfecțiunii feminine Arhivat în 10 iulie 2012, la Wayback Machine., 21 februarie 2006, Revista Magazin
- Istorii mai puțin știute: Din timpul ciumei, 11 octombrie 2008, Costin Tuchilă, Amos News